# Ménetreuil
Ménetreuil é uma comuna francesa na região administrativa de Borgonha-Franco-Condado, no departamento Saône-et-Loire. Estende-se por uma área de 14,88 km². Em 2010 a comuna tinha 419 habitantes (densidade: 28,2 hab./km²).